# Bye Bye Blue Bird
Pour plus de détails, voir Fiche technique et Distribution.
Bye Bye Blue Bird est un film danois réalisé par Katrin Ottarsdóttir et sorti en 1999.
Il s'agit d'un road movie se déroulant aux îles Féroé.

## Synopsis
Deux amies sont de retour dans leurs îles natales, les îles Féroé, et se retrouvent confrontées à leur passé.

## Fiche technique
- Réalisation : Katrin Ottarsdóttir
- Scénario : Katrin Ottarsdóttir
- Production : Peter Bech Film
- Photographie : Jørgen Johansson
- Musique : Hilmar Örn Hilmarsson
- Montage : Elísabet Ronaldsdóttir
- Durée : 97 minutes
- Dates de sortie:
  - 30 juillet 1999 (Danemark)
  - 29 janvier 2000 (Pays-Bas)
  - 1er septembre 2001 (Allemagne)

## Distribution
- Hildigunn Eyðfinsdóttir : Rannvá
- Sigri Mitra Gaïni : Barba
- Johan Dalsgaard : Rúni
- Elin K. Mouritsen : mère de Barba
- Peter Hesse Overgaard : beau-père de Rannvá
- Nora Bærentsen : mère de Rannvá
- Egi Dam : père de Rannvá
- Lovisa Køtlum Petersen fille de Rannvá
- Adelborg Linklett : grand-mère de Rannvá
- Sverri Egholm :grand-père de Rannvá

## Distinctions
- 2000 : Tigre d'or au Festival international du film de Rotterdam
- Prix du public au Festival du film nordique de Rouen[2]